# Pěchava slatinná

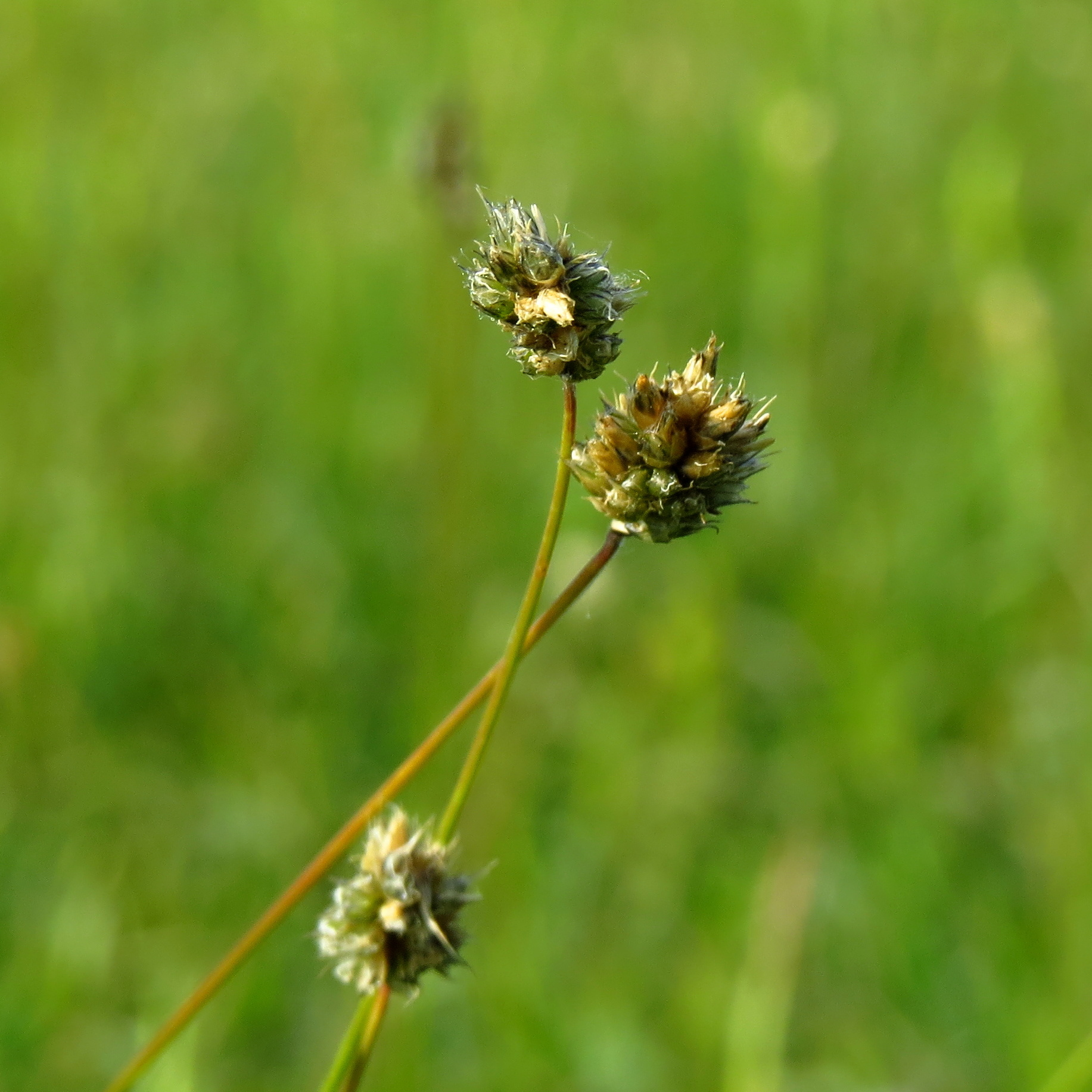
Květenství

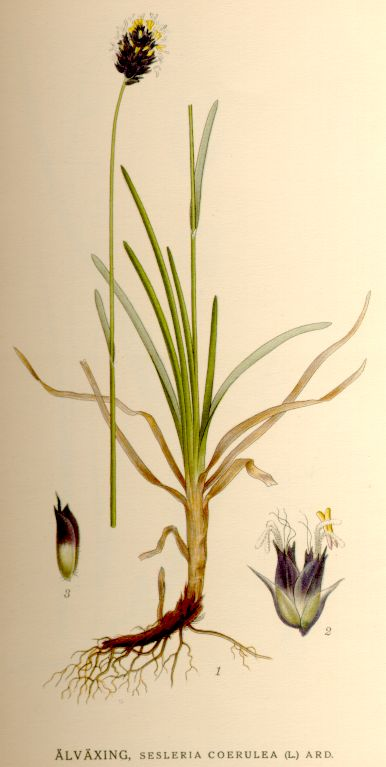
Nákres rostliny

Pěchava slatinná (Sesleria uliginosa) je vytrvalá, trsnatá tráva s úzkými listy vyskytující se nejčastěji na vlhkých loukách. Je jedním ze dvou druhů rodu pěchava rostoucích v české přírodě, kde je sice původní druh, ale je pro omezování počtu vhodných stanovišť je ohrožená vymizením.

## Rozšíření
Pěchava slatinná je evropský druh s disjunktním areálem. Ve Skandinávii se vyskytuje na jihu Švédska a Finska, jižněji pak v Baltských státech a v Polsku. Ve střední Evropě roste roztroušeně v Německu, Rakousku, Švýcarsku, severní Itálii, České republice, na Slovensku, v Maďarsku, Chorvatsku, Černé Hoře, Rumunsku a v Bulharsku.
V České republice se vyskytuje převážně v teplých oblastech Čech, v Polabí. Podél Labe je rozšířena od Mělnické Vrutice po Poděbrady a přes Kolínsko na Pardubicko a Královéhradecko, Jaroměřicko a Královédvorsko. Dále je podél Cidliny rozšířena přes Chlumecko do Novobydžovska a podél Úpy a Metuje zasahuje do oblasti Náchodska.

## Ekologie
Roste na vlhkých vápencových slatinných půdách, stejně jako v suchých trávnících které mají vysokou hladinu podzemní vody, hlavně na podloží z opuky, v nížinách a nevysokých pahorkatinách v nadmořských výškách 150 až 350 m. Tento hemikryptofyt obsazuje také bezkolencové louky v plochých údolních slatích, případně po okrajích rybníků, kde vyhledává vlhké, zásadité, vápníkem bohaté půdy s vyšším obsahem uhličitanů. Kvete od května do června, dozrává od konce července.

## Popis
Jednoděložná rostlina tvořící bohatý trs, který se za příhodných podmínek rozrůstá do většího kruhu. Listy střídavě vyrůstající z pochev bývají jen 0,2 až 0,4 cm široké, ale až 40 cm dlouhé, vespod jsou bělavě ojíněné, často slabě svinuté, mají kápovitou drsnou špičku a málo zřetelné podélné žilky. Stébla jsou tuhá, přímá nebo vystoupavá a ve spodní části jsou objatá hladkými pochvami listů. Travina vyrůstá z trsnatého oddenku.
Na vrcholu stébla je květenství, hustý, 1 až 1,5 cm dlouhý vejčitý lichoklas složený ze dvou či tříkvětých, bočně zploštělých, 5 až 7 mm dlouhých klásků na krátkých stopkách. Pod lichoklasem vyrůstají dva krátké listeny tvořené zbytky jalových klásků. Vejčitě kopinaté, jednožilné, kýlnaté, zašpičatělé plevy bývají po okrajích a žilkách jemně brvité. Kopinaté, pýřité pluchy se třemi až pěti zuby jsou pětižilné, střední žilka je prodloužená do krátké osiny, kratší osiny mívají i postranní žilky. V oboupohlavném květu jsou tři prašníky asi 2 mm velké a dvě dlouhé niťovité blizny, které rostou z vrcholu semeníku a nahoře vyčnívají z květu. Někdy se vyskytují květy pouze s prašníky, bez blizen. Květy v lichoklasu jsou opylovány větrem.
Plody jsou 2 mm velké, hnědé, okoralé obilky (obalené pluchami), které ihned po dozrání z otevřených klásků vypadají. Obvykle k tomu dojde již počátkem léta a po zbytek času zůstanou v květenství na konci stébel pouze plevy. Semena jsou šířena větrem nebo povrchovou vodou po letních deštích, bývají také potravou drobných hlodavců.

## Záměna
V české přírodě je možná záměna s pěchavou vápnomilnou (Sesleria caerulea), druhým druhem rodu pěchava rostoucím v Česku. Odlišuje se od zde popisované pěchavy slatinné neojíněnými listy, válcovitým lichoklasem a neosinatými, nebo jen velmi krátce osinatými pluchami a tím, že roste hlavně na vápnitých půdách na suchých stráních, skalách a ve světlých borových lesích.

## Ohrožení
Výskat pěchavy slatinné je úzce spojen hlavně se slabě alkalickým slatinami a loukami s vysokou hladinou podzemní vody. Mnoha místa jejího výskytu byla odvodněna a jsou vysušená, jiná postupně zarůstají konkurenčně silnějšími rostlinami. Pro její zachování v české přírodě je nutno zbývající stanoviště ponechat bez drenáží i hnojení a louky pravidelně kosit a likvidovat náletové dřeviny. Pěchava slatinná je ve „Vyhlášce MŽP ČR č. 395/1992 Sb. ve znění vyhl. č. 175/2006 Sb.“ i v „Červeném seznamu ohrožených druhů České republiky z roku 2017“ považována za kriticky ohrožený druh (§1, C1t).